# Liptovská Porúbka
Liptovská Porúbka es un municipio del distrito de Liptovský Mikuláš en la región de Žilina, Eslovaquia, con una población estimada a final del año 2024 de 1233 habitantes.
Se encuentra ubicado al sureste de la región, cerca del curso alto del río Váh (cuenca hidrográfica del Danubio), de los montes Tatras y de la frontera con Polonia y las regiones de Prešov y Banská Bystrica.

## Demografía
| Año        | 1994 | 2004     | 2014    | 2024    |
| ---------- | ---- | -------- | ------- | ------- |
| Población  | 997  | 1169     | 1172    | 1233    |
| Diferencia |      | +17,25 % | +0,25 % | +5,20 % |

| Año        | 2023 | 2024    |
| ---------- | ---- | ------- |
| Población  | 1232 | 1233    |
| Diferencia |      | +0,08 % |